# Adam-Josef-Cüppers-Berufskolleg
Das Adam-Josef-Cüppers-Berufskolleg (kurz AJC-BK) in Ratingen ist ein staatliches Berufskolleg, benannt nach dem Pädagogen Adam Josef Cüppers.
Die Schulform lautet Berufsbildende Schule bzw. Berufskolleg, da die Bezeichnung in den 1990er Jahren in Nordrhein-Westfalen geändert wurde. Aktuell umfasst das Lehrerkollegium 102 Lehrer, welche zz. 1780 Schüler unterrichten. Hauptsächlich wird das Berufskolleg von Schülerinnen und Schülern besucht, die zu ihren an allgemeinbildenden Schulen erworbenen Abschlüssen weitere Qualifikationen erwerben wollen. Daneben ist das Adam-Josef-Cüppers-Berufskolleg aber auch die  „klassische“ Berufsschule für verschiedene Berufe. Darüber hinaus besteht am Adam-Josef-Cüppers-Berufskolleg auch die Möglichkeit, eine schulische Ausbildung zum Informationstechnischen Assistenten und zum staatlich geprüften Kinderpfleger zu machen.

## Bildungsangebot
Die Schule bietet ein umfassendes Bildungsangebot aus den Bereichen Hauswirtschaft und Sozialwesen, Wirtschaft und Verwaltung, Informationstechnik sowie Technik an. Vom Berufsorientierungsjahr über das Berufsgrundschuljahr und die Fachhochschulreife bis hin zur Hochschulreife bietet das Adam-Josef-Cüppers-Berufskolleg sämtliche Bildungsgänge an.

## Schülervertretung
Das Adam-Josef-Cüppers-Berufskolleg hat eine sehr aktive Schülervertretung. Mehrmals wurden auch große Projekte auf Landesebene durchgeführt. Die SV besteht aktuell aus 156 Schülerinnen und Schülern und ist somit eine der größten Nordrhein-Westfalens.

## Lage
Das Adam-Josef-Cüppers Berufskolleg ist zentral in Ratingen gelegen und zirka 5 Minuten vom Marktplatz, dem Zentrum Ratingens, entfernt. Ebenfalls nur wenige Minuten entfernt liegt das Ratinger Stadion, welches für den Sportunterricht genutzt wird. Unweit von der Schule befindet sich der zentrale Nahverkehrsknotenpunkt Ratingen-Mitte mit Anbindungen nach Düsseldorf, Mettmann und Heiligenhaus.

## Gebäude
Die Schule besteht aus drei Gebäuden sowie einer Sporthalle. Die Gebäude 1 und 2 sind nahezu nahtlos durch ein Foyer miteinander verbunden. Östlich von Gebäude 2 befindet sich die Sporthalle. Etwas entfernt liegt im westlichen Teil des Schulgeländes das Gebäude 3. Seit kurzem hat das Berufskolleg eine weitere Außenstelle mit insgesamt 10 Klassenzimmern in Ratingen-Lintorf auf der Duisburger Straße angemietet. Auch die Außenstelle wird demnächst mit EDV-Räumen ausgestattet.

### Sanierungsprojekt 2003–2009
Von 2003 bis Ende 2009 wurden sämtliche Schulgebäude unter Einsatz finanzieller Mittel des Kreises Mettmann und der Stadt Ratingen umfassend saniert. Eigens für die Umbaumaßnahmen wurde ein Ersatzbau an Gebäude 1 gebaut. Nach Beendigung der Maßnahmen zählt das Adam-Josef-Cüppers-Berufskolleg zu den modernsten Schulen in Nordrhein-Westfalen.